# Niger ai Giochi della XIX Olimpiade
Il Niger partecipò ai Giochi della XIX Olimpiade che si sono svolti a Città del Messico dal 12 al 27 ottobre 1968, con una delegazione di due atleti, entrambi impegnati nel pugilato. Fu la seconda partecipazione di questo paese ai Giochi. Non fu conquistata nessuna medaglia.